# IC 509
IC 509 је спирална галаксија у сазвјежђу Рак која се налази на листи објеката дубоког неба у Индекс каталогу.
Деклинација објекта је + 24° 0' 37" а ректасцензија 8h 32m 3,5s. Привидна величина (магнитуда) објекта IC 509 износи 12,9 а фотографска магнитуда 13,6. IC 509 је још познат и под ознакама UGC 4456, MCG 4-20-66, CGCG 119-121, KARA 260, IRAS 08290+2411, PGC 23936.